# IK Westmannia
Idrottsklubben Westmannia (IKW) är en sportklubb i Köping.
IK Westmannia registrerades hos svenska Riksidrottsförbundet 1922, efter att ha grundats 29 maj samma år. Innan dess var föreningen verksam under namnet IK Frej.
IKW har genom åren bedrivit verksamhet inom bandy, bowling, cykel, fotboll, friidrott, gymnastik, handboll, ishockey, orientering och längdskidåkning.
Från starten och fram till slutet av 1980-talet var IK Westmannia en flersektionsförening, men i samband med att ishockeyn lades ner ombildades verksamheten till fristående föreningar, men med klubbnamnet Westmannia bibehållet. 
Idag består IK Westmannia av en huvudförening, en förening för Friidrott & Skidor (IKW FriSk), en bowlingklubb (IKW/Köping BK) samt IKW Kamratförening. 
IK Westmannia Fotbollssektion fanns med från början och fram till 1997, då seniorverksamheten avvecklades. Under ytterligare några år bedrevs ungdomsfotboll. 
IK Westmannia Ishockeysektion fanns mellan 1937 och 1985, då sektionen bröt sig loss från klubben och bytte senare namn till IK Westmannia-Köping som sedan gick i konkurs.
IK Westmannia Friidrottssektion och Skidsektion fanns mellan 1923 och 1986, då de båda sektionerna bildade föreningen IK Westmannia FriSk som finns än i dag.
IK Westmannia Orienteringssektion fanns mellan 1922 och 1985, då sektionen bildade en egen förening (IKW Orientering) som sedan 1993 gick ihop med Kolsva OK för att bilda Köping-Kolsva OK som också finns än i dag.
IK Westmannia Bowlingsektion bildades i mitten av 1940-talet men gick 2001 ihop med Köping BK för att bilda IKW/Köping BK och finns än i dag.